# Tianchuan
Tianchuan est un astérisme de l'astronomie chinoise. Il est décrit dans le traité astronomique du Shi Shi, qui décrit les astérismes composés des étoiles les plus brillantes du ciel. Il se compose de neuf étoiles majoritairement lumineuses correspondant à la partie gauche (orientale) de la constellation moderne de Persée et empiétant peut-être sur la constellation de la Girafe.

## Composition de l'astérisme
Tianchuan est formé d'un ensemble relativement naturel d'étoiles formant une courbe évoquant la coque d'un navire sur la partie gauche de la constellation occidentale de Persée, sans atteindre son extrémité nord. Il semble être composé de, du nord au sud et dans le sens des aiguilles d'une montre :
- η Persei (magnitude apparente 3,8)
- γ Persei (2,9)
- α Persei (Mirfak, 1,8)
- ψ Persei (4,3)
- δ Persei (3,0)
- 48 Persei (4,0)
- μ Persei (4,1)
- b Persei (4,6)

L'astérisme compte une neuvième étoile plus difficile à identifier. Si l'on se fie à certaines représentations de l'astérisme, cette étoile suivrait la dernière de la liste, et pourrait être HD 26764, dans la constellation de la Girafe. Une autre possibilité serait que la neuvième étoile soit dans une position plus intermédiaire, comme σ Persei (4,4), qui serait située entre α et ψ Persei. L'étoile λ Persei, la plus brillante étoile située du proche du bord intérieur de la courbe, correspond probablement à l'astérisme associé à Tianchuan, Jishui (voir ci-dessous).

## Symbolique
Tianchuan représente un bateau. Celui-ci est situé sur la rivière céleste Tianhe, c'est-à-dire la bande lumineuse de la Voie lactée. 

## Astérismes associés
Tianchuan fait partie des nombreux astérismes en rapport avec le fleuve céleste Tianhe. On trouve non loin Tengshe, un serpent aquatique, et plus loin Tianjin, un gué permettant de traverser la rivière. D'autres animaux peuplent également la rivière et ses rives, comme des tortues terrestres et aquatiques, Bie et Gui (constellations de la Couronne australe et de l'Autel).
Dans le voisinage plus immédiat de Tianchuan se trouve immédiatement à l'ouest Daling, qui représente un mausolée. Au sud se trouve Juanshi et Tianchan, symbolisant la calomnie. Au nord se trouve Chuanshe qui représente des auberges en bordure d'une route en terrain montagneux, Gedao.
À l'instar de Daling, un très petit astérisme a été rajouté dans Tianchuan. Cet astérisme, Jishui, réduit à une seule étoile représente de l'eau qui s'accumule dans la cale de l'embarcation.